# Mi kérünk elnézést!
A Mi kérünk elnézést! egy 2006-ban indult szórakoztató kabaréműsor, amely eredetileg a Csalán munkanéven futott. A műsor fő rendezője Koós György volt, a produkció több humoros jelenetből állt, amit élő közönség előtt játszottak el a Ruttkai Éva Színházban. A műsor készítésében közreműködött Verebes István, majd 2007-től a Bagi Iván-Nacsa Olivér duó is.
A műsort a TV2 mutatta be 2006. november 13-án és 2008. május 28-ig jelentkezett a produkció, havi rendszerességgel.

## A műsor tematikája
A műsorban humoros, leginkább politikai jellegű vagy aktuális témákkal kapcsolatos jelenetek voltak láthatóak. Ezek általában különálló történetek voltak (esetleg egy-két poénos átutalással), de voltak visszatérő elemek is. Ilyen volt például két paraszt, akik általában a kapát támasztották és meglepődtek valamelyikük frissen szerzett, modern eszközén (pl. telefon, hitelkártya). Szintén ilyen visszatérő elemek voltak Erdei Sándor stand-upként előadott karakterei (Rocker Zsoltti, Nagymuter, Cudar József) és három nő, akik a fodrászszalonban beszélgettek.
A jelenetek mellett - amiket a Ruttkai Éva Színházban vettek fel - olyan videók is szerepeltek, melyek külső helyszíneken lettek felvéve, és szintén egy vicces jelenetet ábrázolnak. A műsor során animációs kisfilmek is felbukkantak, ezek általában a külső helyszíneken felvett és a színházban felvett jelenetek között szerepeltek.

## A műsorban felbukkant humoristák
- Erdei Sándor
- Juhász Illés
- Csajtay Csaba
- Ficzere Béla
- Hadházi László
- Kassai László
- Köleséry Sándor
- Matta Lóránt
- Molnár Xénia
- Orosz Róbert
- Pethő Gergely
- Sas Péter
- Somogyi András
- Szvrcsek Anita
- Sándor György
- Verebes István